# برونو دل‌بونل
برونو دل‌بونل (فرانسوی: Bruno Delbonnel‎؛ زاده ۳ مارس ۱۹۵۷) یک مدیر فیلم‌برداری اهل فرانسه است.

## فیلمشناسی
- درون لوئلین دیویس (۲۰۱۳)
- سایه‌های سیاه (۲۰۱۲)
- هری پاتر و شاهزاده دورگه (۲۰۰۹)
- یکشنبه طولانی نامزدی (۲۰۰۴)
- سرنوشت شگفت‌انگیز املی پولن (۲۰۰۱)
- زنی پشت پنجره (۲۰۲۰)
- تراژدی مکبث (۲۰۲۱)